# Fredric Lagergren
Johan Fredric Lagergren, född 19 januari 1826 i Lohärads socken, Stockholms län, död 23 november 1917 i Ockelbo församling i Gävleborgs län, var en svensk tonsättare, folkskollärare och organist.
Lagergren blev elev vid Stockholms musikkonservatorium 1845, avlade organist- och kyrkosångarexamen 1845, skolkantorsexamen 1847 och musikdirektörsexamen 1853 samt folkskollärarexamen i Uppsala 1846. Han var folkskollärare i Ockelbo 1847–63, organist där från 1863, föreståndare för sparbanksfilial 1864–94, revisor och kassör i ett större bolag från 1874 samt poststationsföreståndare 1874–76. Han blev associé av Musikaliska akademien 1865.
Han har komponerat koralen till psalmerna När jag lever har jag dig och Herren gav och Herren tog, nummer 308 respektive 562 i Den svenska psalmboken 1986. Denna användes tidigare till Lova Gud i himmelshöjd.